# José Rodríguez Vázquez
José Rodríguez Vázquez, més conegut al món del futbol com a Pepe Rodríguez, (Vigo, 20 d'agost de 1889 - Melipilla, Xile, 1972) fou un futbolista gallec de la dècada de 1910.

## Trajectòria
Jugava a la posició de davanter centre. Començà la seva carrera a la seva ciutat natal, jugant al FC Vigo el 1907 i al Fortuna de Vigo el 1908, dos clubs que més tard es fusionaren per formar el Celta de Vigo. El 1910 fitxà pel FC Barcelona, on acabat d'aterrar i sense temps per conèixer els seus companys, disputà la final de la Copa dels Pirineus. Un gol seu donà el triomf al Barcelona davant la Reial Societat. Fins al 1912 disputà un total de 62 partits en els quals marcà 59 gols. Guanyà dues Copes dels Pirineus, dues Copes d'Espanya i dos Campionats de Catalunya. En la darrera temporada al club fou capità de l'equip. Posteriorment feu les Amèriques, vivint a l'Argentina fins al 1922 i a Xile fins a 1972. Durant els anys que jugà al Barça també defensà els colors de la selecció catalana de futbol.
Una samarreta de Pepe Rodríguez fou donada al Museu del FC Barcelona per un net del jugador, on actualment és exposada. Amb més de 100 anys de vida és la samarreta més antiga que es conserva del club.

## Palmarès
- Campionat d'Espanya:
  - 1910, 1912
- Campionat de Catalunya:
  - 1910, 1911
- Copa dels Pirineus:
  - 1910, 1911, 1912